# Kliffbach
Kliffbach är ett vattendrag i Antarktis. Det ligger i Sydshetlandsöarna. Argentina, Chile och Storbritannien gör anspråk på området. Kliffbach ligger vid sjön Kiteschbach.